# Grindul și Lacul Răducu
Grindul și Lacul Răducu este o arie protejată de interes național ce corespunde categoriei a I-a IUCN (rezervație naturală strictă de tip mixt), situată în județul Tulcea pe teritoriul administrativ al comunei C.A.Rosetti.

## Localizare
Aria naturală se află în partea nord-estică a județului Tulcea (în nord-estul Deltei Dunării), în nordul Brațului Sulina, aproape de gura de vărsare în Marea Neagră a acestuia, pe teritoriul sud-vestic al satului C.A.Rosetti.

## Descriere
Rezervația naturală „Grindul și Lacul Răducu” (întinsă pe o suprafață de 2.500 ha.) a fost declarat arie protejată prin Legea Nr.5 din 6 martie 2000, publicată în Monitorul Oficial al României, Nr.152 din 12 aprilie 2000 (privind aprobarea Planului de amenajare a teritoriului național - Secțiunea a III-a - zone protejate) și este inclus în Parcul Național Delta Dunării (rezervație a biosferei), parc național aflat pe lista patrimoniului mondial al UNESCO.

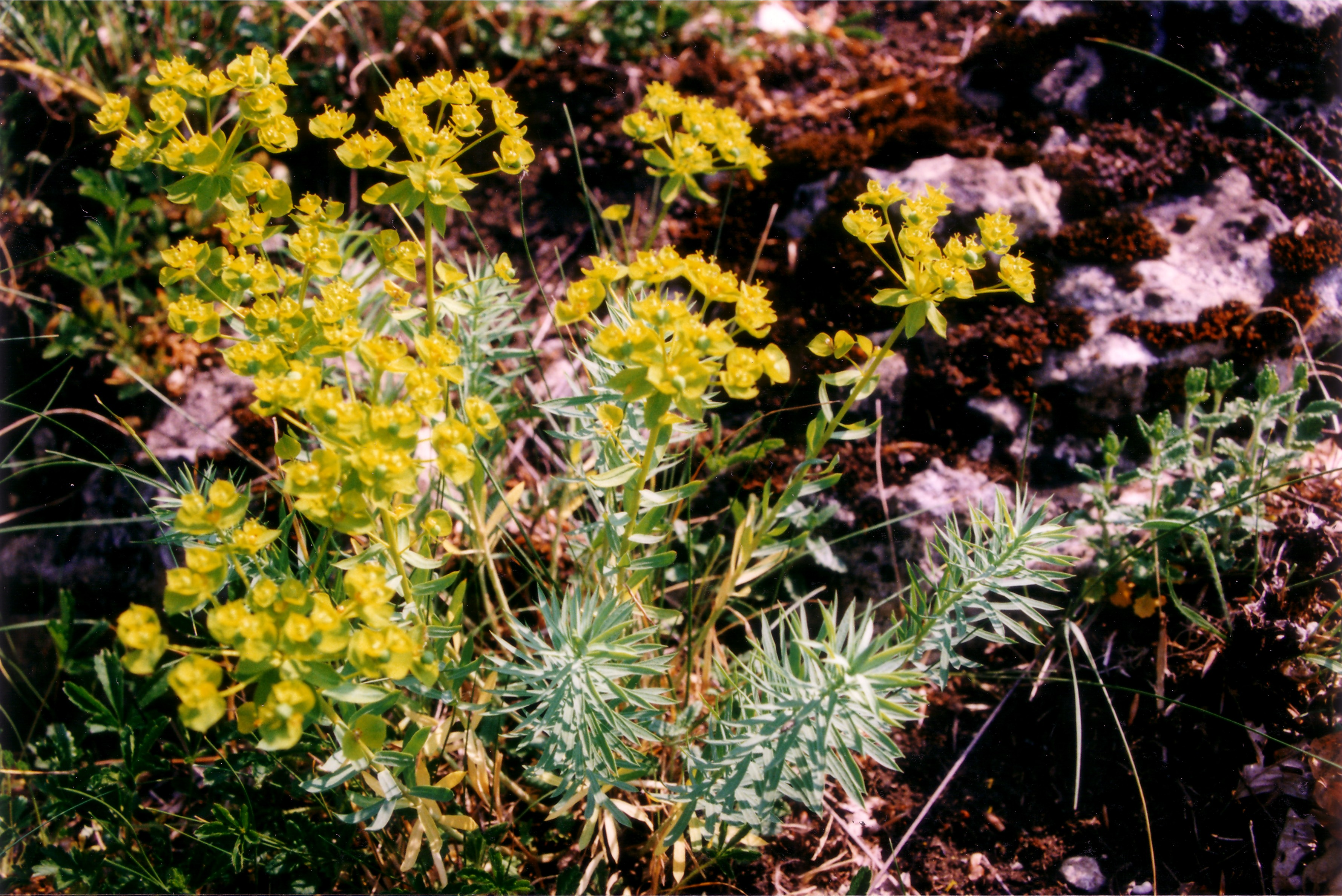
Alior de baltă (Euphorbia seguieriana)

Aria naturală reprezintă o zonă depresionară umedă (lacuri cu apă dulce, grinduri marine, ghioluri, depresiuni cu apă temporară și pajiști cu vegetație de stepă) ce adăpostește și asigură condiții de hrană și reproducere pentru mai multe specii de pești din ihtiofauna României, printre care: lin (Tinca tinca), somn (Silurus glanis), crap (Cyprinus carpio), știucă (Esox lucius), biban (Perca fluviatilis) sau plătică (Abramis brama).
În arealul rezervației sunt semnalate mai multe elemente floristice psamofile (caracteristice zonelor umede) cu specii de: pipirig (Juncus gerardii), alior de baltă  (cu specii de Euphorbia palustris și Euphorbia seguieriana), rogoz (Carex ligerica) sau pir de mare (Elymus sabulosus)